# AIS Airlines
AIS Airlines är ett nederländskt flygbolag baserat i Lelystad. Bolaget grundades 2009 och driver även AIS Flight Academy som fanns före flygbolaget. 
I januari 2015 tog AIS Airlines över några svenska inrikeslinjer under eget varumärke som tidigare drivits på uppdrag av Direktflyg.

## Destinationer
Tyskland
- Münster/Osnabrück
- Stuttgart

 Sverige
- Borlänge
- Göteborg
- Malmö
- Örebro

AIS flyger även mellan Umeå och Östersund på uppdrag av Direktflyg.